# Wolfgang Sippel
Wolfgang Sippel (* 1947 in Northeim) ist ein deutscher Fossiliensammler.
Er ist Behördenangestellter in Wuppertal und lebt im Ennepetal und ist für Sammlungen fossiler Insekten bekannt. Er sammelte unter anderem im Ober-Karbon (Namur B) einer Ziegeleigrube in Hagen-Vorhalle. Er trat auch als Zeichner und Fotograf fossiler Insekten hervor.
2012 erhielt er den Friedrich-von-Alberti-Preis „für seine jahrzehntelange ehrenamtliche Grabungstätigkeit in Sedimenten des Devons und Karbons in Nordrhein-Westfalen und seine Mithilfe bei der Popularisierung der Ausgrabungsergebnisse“. Mehrere fossile Insekten sind nach ihm benannt, so von Wolfgang Zessin die Heuschrecke Locustopsis sippeli, dessen Holotyp er 1982 im Lias von Grimmen fand, der Hautflügler Sippelipterus liasinus (Zessin 1985), die 32 cm große Libelle Namurotypus sippeli (Carsten Brauckmann, Wolfgang Zessin 1989) und die Haiart Hagenoselache sippeli. Sippel entdeckte bis 2012 elf neue, publizierte Fossilarten (bei drei weiteren war 2012 die Publikation in Vorbereitung).
Seit 1984 ist er ehrenamtlicher Mitarbeiter des Fuhlrott-Museums (bei Carsten Brauckmann). Er hatte auch noch zu Zeiten der DDR Kontakte zum Paläontologen Wolfgang Zessin in Schwerin. Seit 1990 ist er ehrenamtlicher Mitarbeiter der paläontologischen Bodendenkmalpflege von Nordrhein-Westfalen und an den Grabungen des LWL-Museum für Naturkunde in Hagen-Vorhalle in den 1990er Jahren beteiligt. Er war auch auf einer mehrmonatigen paläontologischen Spitzbergen-Expedition mit Hans-Joachim Schweitzer.
Viele seiner Funde, die er meist selbst präparierte, sind im LWL-Museum.